# Бюстгальтер на кісточках

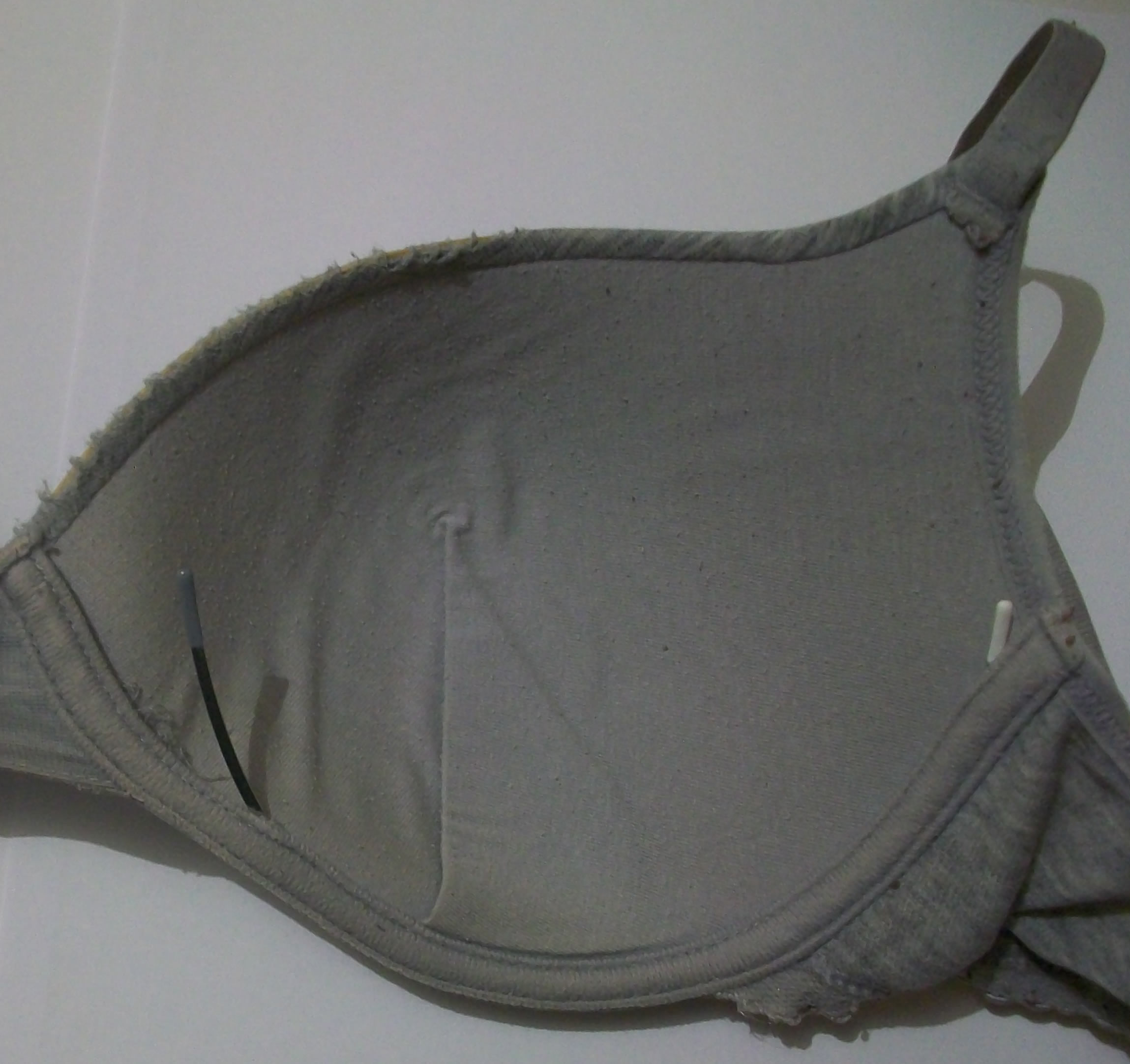
Чашка бюстгальтера з вийнятою кісточкою

Бюстгальтер на кісточках (також бюстгальтер на каркасах, арматюр) — бюстгальтер з дугоподібними каркасами з металу або пластику в нижній частині кожної з чашок. Призначений для фіксації, формування і підтримки грудей.

## Історія

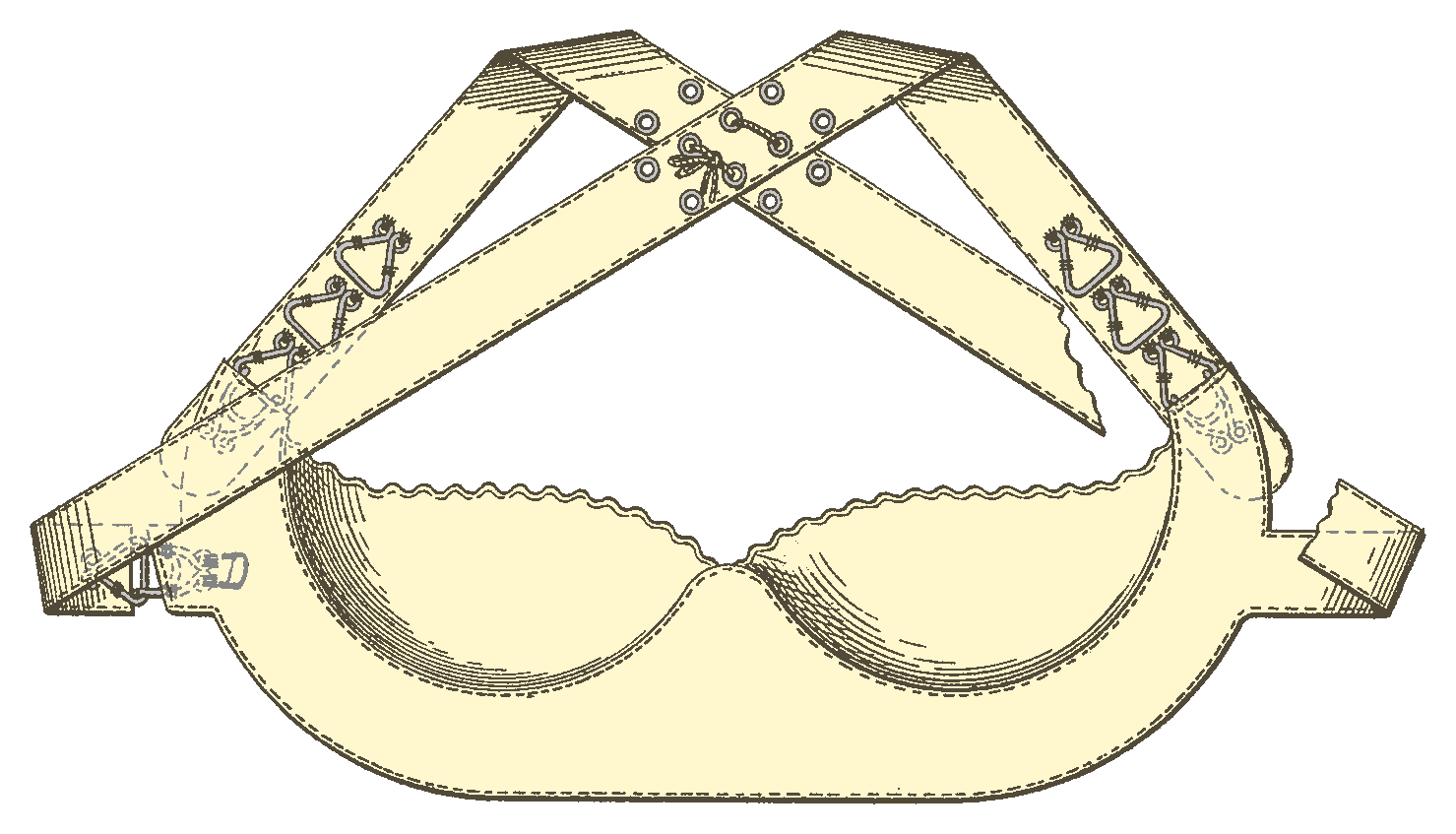
Патент на ліф Мері Тусек (1893)

28 березня 1893 року американка Мері Тусек отримала патент на винахід під назвою «breast supporter» — «підтримувач грудей». Він складався з окремих кишень для грудей над металічною опорною пластиною і плечових ременів, що застібаються на гачок. Це був бюстгальтер, що нагадує сучасний бюстгальтер на кісточках.
У 1930-ті роки виникають складні моделі бюстгальтерів на кісточках. Вони були дуже незручними і завдавали жахливого болю жінкам. В деяких моделях чашки були зроблені із дроту, який накручували як павутину. У 1943 році Говард Г'юз створив для Джейн Рассел бюстгальтер власного виробництва для зйомок у вестерні «Поза законом».
У 1950-ті роки бюстгальтери на кісточках набувають широкого розповсюдження серед жінок. Завдяки появі кісточок стали доступними такі ліфчики, як демі, пуш-ап, без бретельок та з низьким вирізом. Відтоді з дротовим каркасом шиють не лише бюстгальтери. У 1989 році Скотт Лукреція запатентував камісоль із вбудованим ліфом, а у 1990 році Норма Камалі створила колекцію купальників на кісточках.
Сучасні бюстгальтери на кісточках не сприничиняють жодного дискомфорту під час носіння. Наявність жорстких деталей забезпечує високу підтримку грудей і водночас зберігає їх природню форму. Бюстгальтер на кісточках можна носити практично з будь-яким одягом, крім блуз і суконь з декольте.

## Конструкція

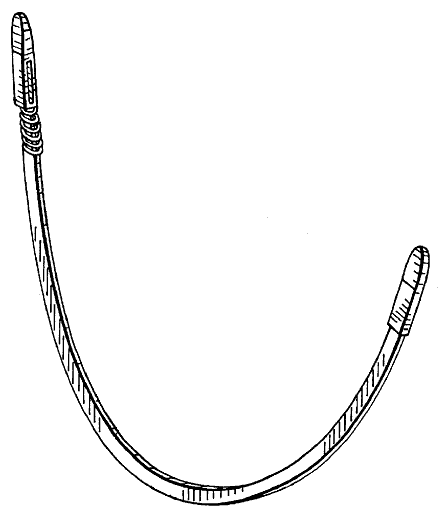
Армований дріт для бюстгальтера

Кісточки зазвичай виготовляють із тонких металевих пластин, дроту широкого перерізу, гуми або пластику. Для виготовлення металевих каркасів зазвичай використовують сталеві сплави, для пластмасових — максимально тверді види пластику. Кісточки діють за принципом пружини. При надяганні бюстгальтера кісточки трохи розширюються, а після зняття цієї деталі гардеробу повертаються у вихідне положення.
Також кісточки розрізняються за своєю довжиною. На відміну від традиційних моделей бюстгальтери планж і балконет мають більш короткі кісточки. В бюстгальтерах без бретельок використовуються довгі кісточки. Такі моделі підтримують бюст лише з допомогою пояса і чашок, тому кісточки повинні більше охоплювати груди, щоб ліф міг добре їх підтримувати навіть без бретельок.

## Протипоказання
Бюстгальтер на кісточках є популярним предметом жіночого туалету. Неправильно підібраний розмір чашки може порушити циркуляцію крові і лімфи, викликати біль у грудях, спині та попереку і завдати дискомфорту всьому організму. Бюстгальтер на кісточках не можна носити цілодобово, навіть якщо він доповнюється поролоновими чашками. Його слід періодично міняти на підтримуючу майку, звичайний ліф або спортивний бюстгальтер.
Бюстгальтер на кісточках не рекомендовано носити вагітним і годуючим жінкам, в післяопераційний період, а також дівчатам-підліткам. Його можна замінити на бралет без кісточок, з мінімальною кількістю швів та без щільних мережив. Іноді дротові каркаси проривають тканину, викликаючи дискомфорт і ранячи шкіру. Правильно підібрана модель бюстгальтера зможе вберегти груди від розтяжок і мікротравм молочних залоз.